# Afrobystra sinuata
Afrobystra sinuata är en stekelart som först beskrevs av Gyöö Viktor Szépligeti 1908.  Afrobystra sinuata ingår i släktet Afrobystra och familjen brokparasitsteklar.

## Underarter
Arten delas in i följande underarter:
- A. s. inornata
- A. s. micra